# Bathyraja matsubarai
Bathyraja matsubarai е вид хрущялна риба от семейство Arhynchobatidae.

## Разпространение и местообитание
Видът е разпространен в Русия (Курилски острови) и Япония.
Среща се на дълбочина от 120 до 2000 m, при температура на водата около 3,2 °C и соленост 34,2 ‰.

## Описание
На дължина достигат до 1,3 m, а теглото им е максимум 10,6 kg.